# Neuvième akilam

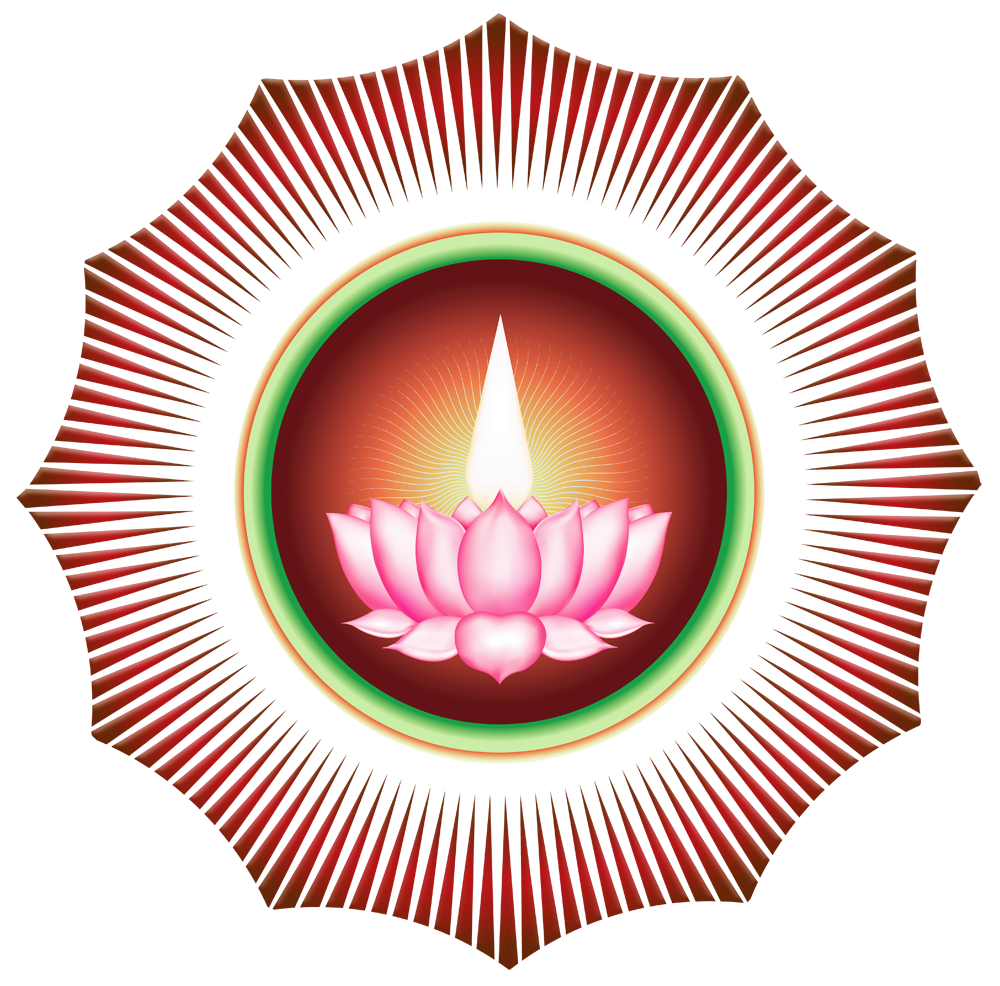
Symbole de l'Ayyavazhi

Le neuvième akilam est une des sections de l'Akilattirattu Ammanai, livre sacré de la religion Ayyavazhi du sud de l'Inde. Il décrit les évènements prenant place juste avant l'incarnation du dieu Ayya Vaikundar dans le monde.

## Discussions avec Vyakarar
Le dieu Thirumal discuta avec Isurar de sa naissance dans le monde, puis il appela le saint Vyakarar pour connaître les évènements ayant pris place dans le monde à partir de ses origines, et ceux qui arriveront jusqu'à la fin des temps. Après que Vyakarar eut décrit ces évènements, il les inscrivit dans une pierre dans le Kayilai.

## Saints à Tiruchendur
Plusieurs saints accompagnèrent Thirumal dans la ville sud-indienne de Tiruchendur. Après cela, Thirumal engendra un enfant dans l'océan et l'envoya dans le Detchanam, terres autour de la ville de Swamithoppe, dans l'intention de détruire Kâlî. Voyant l'arrivée de Thirumal, le Dieu de la guerre Kārttikeya l'accueilli chaleureusement et demanda que tout le monde reste à Tiruchendur. 

## Incarnation de Vaikundar
Les saints apportèrent le corps né dans le Detchanam pour l'incarnation de Vaikundar à l'endroit où réside Vishnu. Thirumal alla dans la mer et s'unit à la déesse Lakshmi pour engendrer Vaikundar. Ainsi, Vaikundar naquit hors de la mer de Tiruchendur, et Thirumal lui donna le quatrième 'enseignement', dit Vinchai.